# Philodendron caudatum
Philodendron caudatum är en kallaväxtart som beskrevs av Kurt Krause. Philodendron caudatum ingår i släktet Philodendron och familjen kallaväxter.
Artens utbredningsområde är Bolivia. Inga underarter finns listade.